# リコイル (バンド)
リコイル（Recoil）は、イギリスのミュージシャンでデペッシュ・モードの元メンバー、アラン・ワイルダーのソロ・プロジェクトである。当初はデペッシュ・モード内では表現できなかった、因習打破的かつポップ・ミュージックの要素を退行させた楽曲を発表するためのサイド・プロジェクトであった（アラン自身はこれを「（デペッシュ・モードとしての活動の）解毒剤」と位置づけていた）が、1995年のデペッシュ・モード脱退以降はアラン・ワイルダーの主な活動の場となっている。
当初は前述の通りデペッシュ・モードの楽曲からポップ・ミュージックの要素を抜いた実験音楽といった印象の強い楽曲が主だったが、1992年の3枚目のアルバム『ブラッドライン』はニッツァー・エブのダグラス・マッカーシーやカーヴのトニ・ハリディらボーカリストの起用や、往年のブルース歌手ブッカ・ホワイトのサンプリングを用いて変化をみせた。
デペッシュ・モード脱退後の1997年に発表した『アンサウンド・メソッズ』では、インダストリアル的な要素は影をひそめ、トリップ・ホップにも通じるようなダウンテンポのエレクトロ・サウンドを展開。続いて2000年に発表した『Liquid』では全編にわたりブルースを積極的に取り入れるなどさらなる新境地を切り開いていった。
2001年以降は一切作品を発表しなかったが、2007年、6枚目のアルバムとなる『subHuman』を発表。更にブルース色を深めた作品となった。

## ディスコグラフィ

### スタジオ・アルバム
- 1 + 2 (1986年)
- Hydrology (1988年)
- 『ブラッドライン』 - Bloodline (1992年)
- 『アンサウンド・メソッズ』 - Unsound Methods (1997年)
- Liquid (2000年)
- subHuman (2007年)

### コンピレーション・アルバム
- 『ハイドロロジー・プラス・1+2』 - Hydrology Plus 1 + 2 (1988年) ※『1 + 2』と『Hydrology』の2in1
- iTunes Recoil package (2007年) ※日本のiTunes Storeでは未発売。
- Selected (2010年)

### シングル
- "Faith Healer" (1992年) ※センセーショナル・アレックス・ハーヴェイ・バンドのカバー。全英シングルチャート60位
- "Drifting" (1997年)
- "Stalker"/"Missing Piece" (1998年)
- "Strange Hours" (2000年)
- "Jezebel" (2000年)
- "Prey" (2007年) ※ダウンロードによる販売のみ。